# 布莱恩特
布莱恩特（Bryant）可以指：

## 人物
- 科比·布莱恩特（英語：Kobe Bean Bryant，1978年8月23日－2020年1月26日），前美国职业篮球运动员。
- 凡妮莎·布莱恩特（英語：Vanessa Marie Bryant，1982年5月5日－），女商人、模特和篮球运动员科比·布莱恩特的妻子。
- 华莱士·布赖恩特（英語：Wallace Gordon Bryant Jr.，1959年7月14日－），前美国NBA职业篮球运动员。
- 马克·布赖恩特（英語：Mark Craig Bryant，1965年4月25日－），前职业篮球运动员和教练。
- 乔·布莱恩特（英語：Joseph Washington Bryant，1954年10月19日－），前美国NBA职业篮球运动员。

|  | 本页或本分段罗列了姓氏为「布莱恩特」的人物。 如果是一个指代特定个人的内链将您引导到本页，請考慮修正該人物的名字以將链接指向正確的條目。 |